# Primeira Epístola de João
I João ou 1 João é a primeira epístola do apóstolo João, um dos livros do Novo Testamento da Bíblia.

## Estrutura
I. Prólogo: A Encarnação do Verbo (1.1-4)
II. Comunhão: Motivada por Deus (1.5–2.17)
A. O Principio da Comunhão: Andar na Luz (1.5-10)
B. A Provisão da Comunhão: A Morte de Cristo (2.1-2)
C. Os Imperativos da Comunhão: Obedecer aos Mandamentos (2.3-11)
D. Os Pré-requisitos da Comunhão: Atitude dos Crentes (2.12-14)
E. Os Impulsos contra a Comunhão: O Amor do Mundo (2.15-17)
III. O ensino dos Falsos Mestres (2.18-27)
A. Apostasia (2.18-19)
B. Negam que  Jesus é o Cristo (2.20-23)
C. Buscam novidades espirituais (2.24-25)
IV. Esperança Escatológica: Motivo para uma Vida Santa no Presente (2.28–3.10)
A. Esperança Produz Santidade (2.28–3.3)
B. Passos para a Santificação (3.4-10)
V. O Amor é a Base da Segurança (3.11-24)
A. Definição (3.11-17)
1. Exemplo Negativo: Caim (3.11-15)
2. Exemplo Positivo: Cristo (3.16-17)
B. Discernimento: O Testemunho do Espírito (3.18-24)
1. A Condenação em nossos Corações (3.18-20)
2. A Confiança que temos diante de Deus (3.21-24)
VI. Falsos Mestres: Discernimento dos Falsos Espíritos (4.1-6)
A. Teste Objetivo: Doutrina (4.1-3)
B. Teste Subjetivo: O Testemunho do Espírito (4.4-6)
VII. Amor: Essencial para Santificação (4.7-21)
A. O Amor Revelado na Morte de Cristo (4.7-12)
B. A Morte de Cristo Testemunhada pelo Espírito (4.13-16a)
C. Amor Remove o Medo (4.16b-18)
D. O Divino Amor Estimula a Fraternidade (4.19-21)
VIII. Fé: Segurança nos nossos Corações (5.1-12)
A. Evidência Externa: Superação (5.1-5)
B. Evidência Interna: Testemunho pelo Espírito (5.6-12)
IX. Conclusão (5.13-21)
A. A nossa Conseqüente Segurança (5.13-17)
B. Três Afirmações e uma Exortação para Concluir (5.18-21)

## Autoria
A autoria da epístola é atribuída, pela tradição cristã, ao apóstolo João. 
O peso de evidências externas pode favorecer a autoria "joanina", pois existem possíveis alusões a I João nos escritos de Clemente de Roma (em I Clemente), Inácio de Antioquia e Pseudo-Clemente (na sua II Clemente). Outras, prováveis alusões, podem ser encontradas no Didaquê, Epístola de Barnabé, Pastor de Hermas, Justino Mártir, a Epístola a Diogneto, a Epístola de Policarpo e nos escritos de Pápias preservados em Ireneu. Referências mais obscuras a 1 João em Ireneu, Tertuliano, Clemente de Alexandria, Orígenes, Dionisio e no Cânone Muratori.  
Evidências internas também apóiam a tese tradicional. Geralmente são alistadas três tipos delas, que são:
1. A familiaridade do autor com a pessoa de Cristo. Ele afirma que é testemunha ocular do ministério de Cristo
2. Sua reconhecida autoridade entre os primeiros leitores
3. As  grandes semelhanças entre e o Evangelho de João e a 1 epístola de João. (1 João1:2-3*João 3:11; 1 João 1:4*João 16:24; 1 João 2:11* João 12:35; 1 João 2:14*João 5:38; 1 João 2:17*João 8:35; 1 João 3:5*João 8:46; 1 João 3:8*João 8:44; 1 João 3:13*João 15:18; 1 João 3:14*João 5:24; 1 João 3:16* João 10:15; 1 João 3:22*João 8:29; 1 João 3:23*João 13:34; 1 João 4:6*João 8:47; 1 João 4:15*João 6:56; 1 João 4:16* João 6:69; 1 João 4:16*João 15:10; 1 João 5:4*João 16:33; 1 João 5:9* João 5:32; 1 João 5:20*João 17:3)

O testemunho de Westcott a respeito das passagens paralelas, é conclusivo, ele argumenta que existem conceitos fundamentais semelhantes, porém, são apresentadas na epístola e no evangelho, com algumas diferenças. "O evangelho nos deu a revelação histórica, a epístola nos mostrou como a revelação foi recebida e vivida pela igreja e pelo crente". A forte correlação entre ambas favorece a autoria comum.

## Data
A data provável que esta epístola tenha sido escrita seria entre os anos 85 e 90 da era comum, em Éfeso.

## Primeiros Leitores
A falta de especial dedicação e saudação indica que a carta foi circular, provavelmente enviada às igrejas da província da Ásia Menor, perto de Éfeso, onde, segundo uma tradição antiga, João teria passado seus últimos dias. Por causa da linguagem utilizada, pode-se inferir que o autor conhecia pessoalmente os destinatários da carta.

## Objetivo
O objetivo de João ao escrever era expor a heresia dos falsos mestres e confirmar a fé dos verdadeiros crentes. João declara ter escrito para dar garantia da vida eterna àqueles que Crêem "no nome do Filho de Deus" (I João 5:13). A incerteza de seus leitores sobre sua condição espiritual foi causada por um conflito desordenado com os mestres de uma falsa doutrina. João refere-se ao ensinamento como enganoso  (I João 2:26, I João 3:7) e aos mestres como "falsos profetas" (I João 4:1), mentirosos (I João 2:22) e anticristos (I João 2:18-22, I João 4:3). O anticristo um dia tinha estado com a igreja, mas tinha se afastado (I João 2:19) e tinha se "levantado no mundo" (4.1) (I João 4:1) para propagar sua perigosa heresia. 
Este falso ensinamento parece ser precursor do Gnosticismo (do termo grego gnosis, que significa conhecimento), e reivindicava possuir um conhecimento especial sobre Deus, a teologia e Jesus Cristo. Sua base doutrinária incluía: 
I) que Jesus fosse realmente o Cristo (2:22),
II) a pré-existência do Filho de Deus (1:1; 4:15 e 5:5,10),
III) eles negavam a Encarnação de Cristo (4:2) IV) que seu objetivo fosse vir para salvar os homens (4:9).
Porém, segundo alguns estudiosos, a forma exata dessa heresia, é incerta. 
Geralmente é afirmado que tinha alguma afinidade com os pontos de vista mantidos por Cerinto, na Ásia Menor, no fim do primeiro século, ainda que não fosse inteiramente idêntico com aquilo que se sabe sobre seu ensino. De acordo com Cerinto, Jesus foi um homem bom, no qual o Cristo celestial viera habitar desde o tempo de seu batismo até pouco antes de sua crucificação. 
Isto é combatido em diversas passagens da epístola, que afirma que Jesus é o Cristo (5:6) o Filho de Deus (2:22, 5:1,5). O ensino de Cerinto baseava-se no dualismo gnóstico entre o espiritual e o material, que negava a possibilidade de Deus (Espírito) ter se tornado homem (Matéria). Outra versão desta heresia, o Docetismo (do grego dokeo, parecer) afirmava que a Encarnação foi aparente, não uma realidade concreta. A posição de Cerinto, que fica entre essas duas, afirma que a Encarnação foi temporária, ou seja, desde o batismo até o momento da crucificação. 
O método de João em expor os erros dos hereges e confrontá-los com a verdade. Cristo Jesus é a fonte da vida e nós podemos receber a vida eterna que Ele nos prometeu. E essa vida é oferecida a todos, indistintamente, não somente a um grupo de iniciados na doutrina gnóstica. 